# Miroslav Cipár
Miroslav Cipár (8. ledna 1935 Vysoká nad Kysucou – 8. listopadu 2021 Bratislava) byl slovenský malíř, grafik, ilustrátor a sochař.

## Život
Vystudoval grafiku a monumentální malbu na Vysoké škole výtvarných umění v Bratislavě. Stál u zrodu Bienále ilustrací Bratislava a od roku 1986 byl předsedou Svazu výtvarných umělců v Bratislavě. V roce 1989 byl jedním ze zakladatelů hnutí Veřejnost proti násilí. Od roku 2002 byl prvním předsedou Tiskové rady SR.